# Chelidonichthys kumu
Chelidonichthys kumu — вид морських півнів (Triglidae). Поширені у Індо-Вест-Пацифіці від затоки Делагоа, узбережжя Мозамбіку, до Південної Африки; звичайний вид у Австралії і Новій Зеландії, відзначений біля берегів Японії та Кореї. Також біля Гонконгу. Морська / солонуватоводна демерсальна риба, сягає 60 см довжини.